# Rayan Aït-Nouri
Rayan Aït-Nouri (Montreuil, 6 juni 2001) is een Algerijns-Frans voetballer, die doorgaans speelt als linkervleugelverdediger. Hij verruilde in de zomer van 2021 Angers SCO voor Wolverhampton Wanderers. Hij maakte in 2023 zijn debuut als international voor het Algerijns voetbalelftal.

## Clubcarrière

### Angers SCO
Aït-Nouri doorliep de jeugdreeksen van AS Val de Fontenay, ASF Le Perreux 94, Paris FC en Angers SCO. Vanaf juli 2018 werd Aït-Nouri toegevoegd aan het eerste elftal. Op 25 augustus 2018 maakte hij zijn debuut op het hoogste Franse niveau. Acht minuten voor tijd kwam hij Pierrick Capelle vervangen in de uitwedstrijd tegen Paris Saint-Germain die met 3–1 werd verloren.  In totaal speelde hij twintig wedstrijden voor Angers.

### Wolverhampton
In oktober 2020 werd Aït-Nouri verhuurd aan Wolverhampton Wanderers. Zij bedongen een optie tot koop. Hij scoorde bij zijn debuut in de Premier League tegen Crystal Palace (2–0). Na 24 wedstrijden in zijn eerste seizoen nam Wolves Aït-Nouri in juli 2021 definitief van Angers over voor een bedrag van 11,1 miljoen euro. 

## Clubstatistieken
| Seizoen | Club                    | Competitie     | Competitie | Competitie | Beker | Beker | Internationaal | Internationaal | Totaal | Totaal |
| Seizoen | Club                    | Competitie     | Wed.       | Dlp.       | Wed.  | Dlp.  | Wed.           | Dlp.           | Wed.   | Dlp.   |
| ------- | ----------------------- | -------------- | ---------- | ---------- | ----- | ----- | -------------- | -------------- | ------ | ------ |
| 2018/19 | Angers SCO              | Ligue 1        | 3          | 0          | 0     | 0     | —              | —              | 3      | 0      |
| 2019/20 | Angers SCO              | Ligue 1        | 14         | 0          | 0     | 0     | —              | —              | 14     | 0      |
| 2020/21 | Angers SCO              | Ligue 1        | 3          | 0          | 0     | 0     | —              | —              | 3      | 0      |
| 2020/21 | Wolverhampton Wanderers | Premier League | 21         | 1          | 3     | 0     | —              | —              | 24     | 1      |
| 2021/22 | Wolverhampton Wanderers | Premier League | 23         | 1          | 4     | 0     | —              | —              | 27     | 1      |
| 2022/23 | Wolverhampton Wanderers | Premier League | 21         | 1          | 6     | 1     | —              | —              | 27     | 2      |
| 2023/24 | Wolverhampton Wanderers | Premier League | 33         | 2          | 5     | 1     | —              | —              | 38     | 3      |
| 2024/25 | Wolverhampton Wanderers | Premier League | 18         | 3          | 1     | 0     | —              | —              | 19     | 3      |
| TOTAAL  | TOTAAL                  | TOTAAL         | 136        | 8          | 19    | 2     | 0              | 0              | 155    | 10     |

Bijgewerkt op 8 januari 2025.

## Interlandcarrière
Aït-Nouri was Frans jeugdinternational. Hij speelde voor de onder 18, onder 19 en onder 21. Op 23 maart 2023 maakte hij tegen Niger zijn debuut als international van Algerije. 